# Церковь Иоанна Крестителя в Инглшеме
Церковь Иоанна Крестителя (англ. St John the Baptist Church) в деревне Инглшем близ Суиндона (Уилтшир) расположена над заливными лугами у слияния Темзы, реки Кольн и канала «Темза — Северн».

## Значение
Церковь восходит к англосаксонским временам, хотя бо́льшая часть здания датируется 1205 годом. Со времён Средневековья она изменилась незначительно и поэтому в 1955 году стала объектом культурного наследия Англии I класса. На стенах имеется местами до семи последовательных слоёв древних росписей, выполненных на протяжении 600 лет. Резное изображение Мадонны с Младенцем выполнено в англосаксонскую эпоху и до 1910 года служило солнечными часами на фасаде. В интерьере сохраняются старинные закрытые скамьи, кафедра и памятники.
Церковь в Инглшеме была особенно любима Джоном Бетчеманом — известным поэтом, писателем, радиоведущим и одним из основателей Викторианского общества. Ричард Тейлор, ведущий программы «Как читать церкви» на Би-Би-Си-4 (англ. Churches: How To Read Them), выделяет её из сотен посещённых в ходе съёмок программы церквей: «Это строение посреди тихой сельской местности, лишённое всякой претенциозности, но за его скромным фасадом скрывается тысяча лет истории. Против англосаксонской резьбы здесь располагаются средневековые росписи и строки из Библии, начертанные в Реформацию». Местного происхождения был и художник Уильям Моррис, который возглавил «Общество защиты древних церквей», боровшееся в 1880-е годы против викторианских реставраций, которые часто знаменовали утрату средневековыми церквями их подлинного исторического облика.

## История
Известно, что в 1205 году Иоанн Безземельный передал церковь цистерцианцам из основанного им аббатства Болю, что в 1231 году по настоянию Генриха III было подтверждено Григорием IX. В 1355 году манор Инглшема с церковью был передан Лестерскому странноприимному дому при Коллегии Благовещения Пресвятой Девы Марии.
В 1880-е годы церковь было решено отреставрировать. Живший в полутора десятках километров от Инглшема Уильям Моррис, художник, ассоциированный с Прерафаэлитами, декоратор, и писатель возглавил борьбу за спасение церкви от грубых методов викторианских реставраций. «Обществу защиты древних церквей» удалось, вопреки обыкновению, и собрать деньги. Моррис в 1877 году написал манифест Общества, в котором его принципами объявил: «ежедневной заботой отвращать распад и разложение… и противостоять любой порче конструкции или убранства зданий, как они сохранились». Освальд Бёрчхолл обследовал здание в 1885 году и составил смету, по которой Моррис и Джон Генри Миддлтон сделали в Обществе доклад и предложили сбор средств, потому что сумма находилась за пределами возможностей прихожан. Работы в 1888—1889 годах проходили под наблюдением представителя Общества.
Позднее, в 1933 году, Персиваль Хартланд Томас реставрировал остатки заалтарного образа, датируемого около 1330 года.
С 1 апреля 1980 года не используется для отправления служб и находится под управлением «Фонда сохранения церквей», которому передана 28 октября 1981 года.

## Архитектура
Церковь небольшая, башни не имеет. Колокольня XIII века в виде двух ланцетовидных проёмов располагается над западным щипцом. Два колокола отлиты в 1717 году Абрахамом Рудхоллом, основателем известной глостерской колоколитни и изобретателем метода подстройки колокола в нужный тон обточкой на токарном станке. Стены церкви имеют толщину 26 дюймов (660,4000000 мм) и высоту 21 фут (6,4 м), побелены известью. В плане церковь состоит из нефа с боковыми галереями размерами 25 футов (7,6 м) на 13 футов (4,0 м) и единой алтарной части 21 фут (6,4 м) на 12 футов (3,7 м). Прежняя алтарная часть была квадратной со стороной 12 футов (3,7 м). В кровле алтарной части, возможно, находятся балки XIII века. Кровля нефа конструктивно состоит из «ферм королевы» (треугольные фермы с затяжкой и двумя стойками), связанных горизонтальными прогонами с подкосами и поддерживается центральной опорой.
Крест XV века сам по себе является объектом культурного наследия II* класса.

### Интерьер

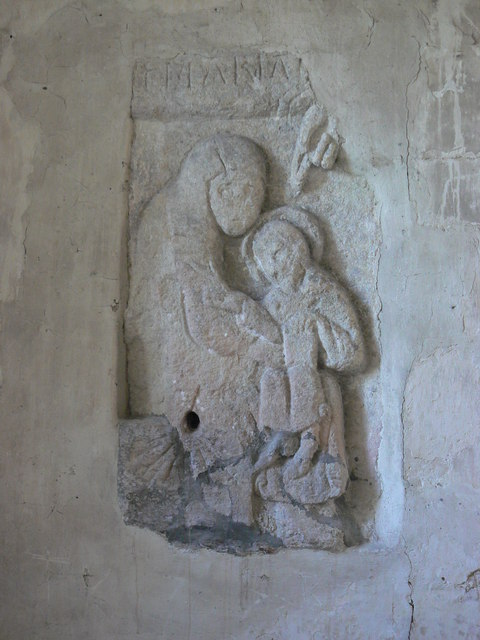
Англосаксонский рельеф

В интерьере имеются росписи от XIII до начала XIX века. Некоторые из них можно видеть в книге историка искусства, реставратора профессора Тристрама «Английская стенная живопись XIV века» (англ. English Wall Painting of the Fourteenth Century). Тристрам особо отмечает четырёх святых на заалтарном образе и «весьма тщательно сделанные кресты». Часть росписей заштукатурены в эпоху Реформации, и эти места покрыты священными текстами. Местами друг на друга накладываются до семи слоёв живописи. Ангелы на алтарной арке датируются XV веком, на восточной стене северной боковой галереи — «Страшный суд» XIV века. В Викторианскую эпоху записаны десять заповедей, апостольский символ веры и «Отче наш». В 2010 году росписи реставрировались.
На южной стене располагается рельеф высотой 42 дюйма (1100 мм) и шириной 24 дюйма (610 мм), изображающий Мадонну с Младенцем. Он датируется англосаксонским периодом и до 1910 года служил солнечными часами на южном фасаде: в рельефе просверлено отверстие для гномона и нацарапаны меридиан, другие линии и цифры циферблата. Где рельеф располагался изначально в англосаксонской церкви, неизвестно, предполагается, что над алтарём.
Закрытые скамьи для прихожан датируются серединой XVII века. Дарохранительница — висячая. Купель — XV века, кафедра и балдахин — около 1630 года. Мраморное надгробие (изготовленное в Турне) с изображением рыцаря датируется около 1300 года. Круглая раковина для омовения с трилистным навершием и полочкой — XIII века.
В полу алтарной части на плите чёрного мрамора длиной 10 футов (3 м) ранее располагалось латунное надгробие XIV века с рыцарем в бацинете, с мечом и щитами.

## Фотогалерея

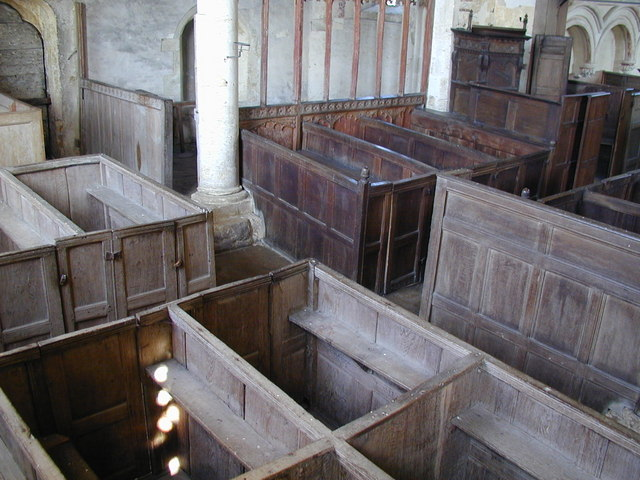
Закрытые скамьи
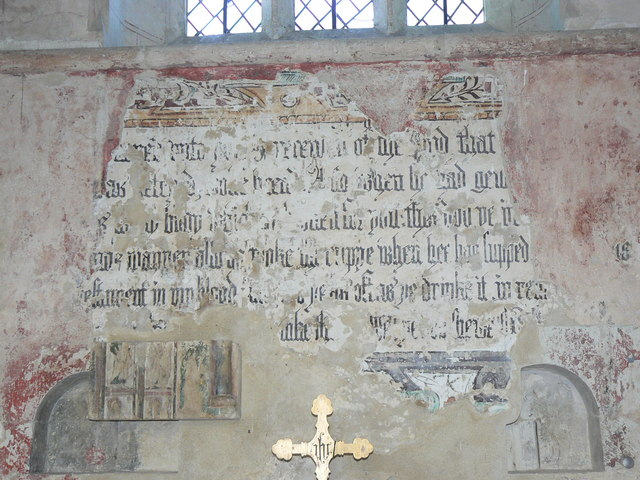
Одна из росписей
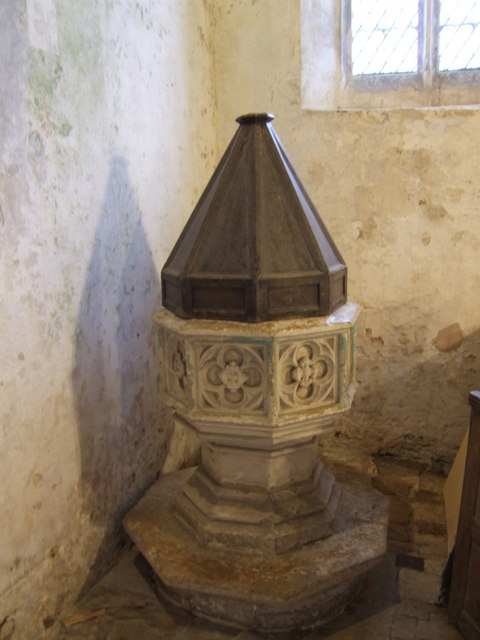
Купель
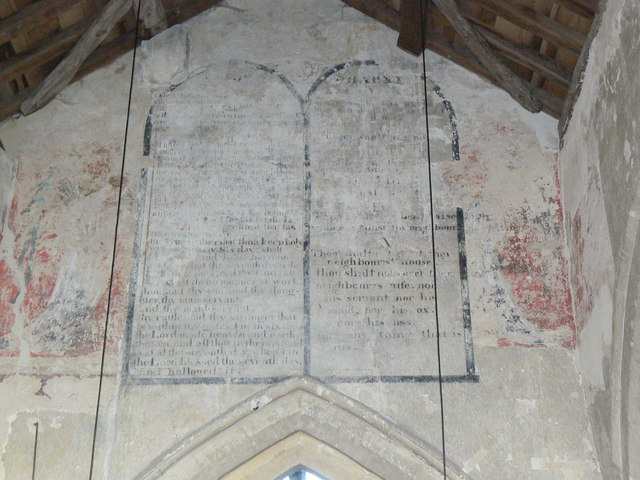
Десять заповедей
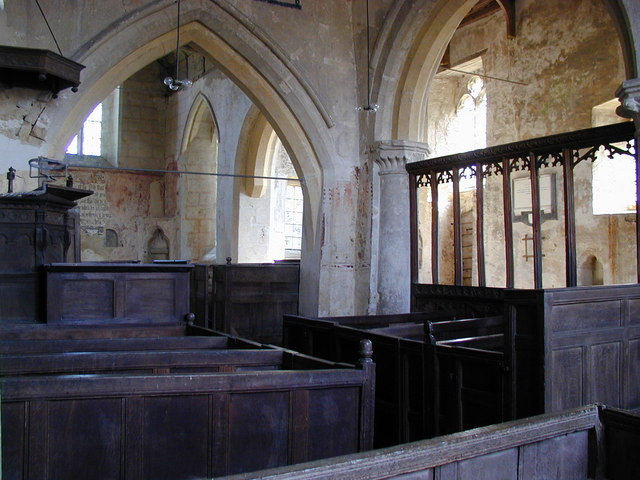
Общий вид интерьера